# Tanystylum ornatum
Tanystylum ornatum is een zeespin uit de familie Ammotheidae. De soort behoort tot het geslacht Tanystylum. Tanystylum ornatum werd in 1928 voor het eerst wetenschappelijk beschreven door Flynn. 